# Hiei (cuirassé)
Pour les articles homonymes, voir Hiei (homonymie).
Le Hiei est un croiseur de bataille de classe Kongō de la marine impériale japonaise qui participa à la Première et à la Seconde Guerre mondiale. Lors de ce dernier conflit, il participa à toutes les grandes victoires navales du Japon entre 1941 et 1942 avant d'être le premier navire de ligne de la marine impériale à être coulé, le 13 novembre 1942, au large de Guadalcanal.

## Histoire du service
Construit à l'arsenal naval de Yokosuka, sur des plans britanniques, il est lancé le 21 novembre 1912 et mis en service le 4 août 1914. Comme les autres navires de la classe Kongō, il porte le nom d'un mont japonais : le mont Hiei.

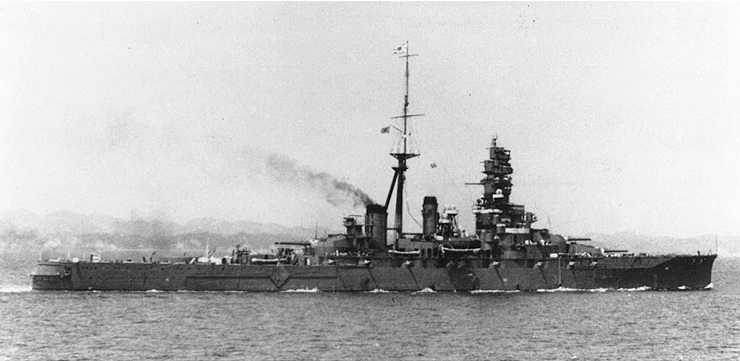
Le Hiei en bâtiment d'entrainement, sans sa tourelle la plus en arrière

Quatrième unité de sa classe, le Hiei, n'a pas bénéficié de la première modernisation. En application des traités de limitation des armements navals, il a été déclassé en bâtiment d'entrainement. Sa tourelle arrière de 356 mm a été enlevée, ainsi que les pièces de 152 mm sous casemates, la cuirasse de ceinture a été enlevée, le nombre des chaudières a été ramené à onze ce qui a limité la vitesse à 18 nœuds. Les deux cheminées avant ont été remplacées par une cheminée tubulaire unique. Le mât tripode a été remplacé par une structure “en pagode” assez mince.
Dès que l'empire du Japon n'a plus été soumis aux traités de limitation des armements navals, le Hiei a été porté au même niveau que ceux de sa classe lors de leur deuxième refonte, soit pour le Hiei de septembre 1936 à janvier 1940. Tous les éléments qui avaient été enlevés (et stockés) lors de son déclassement en bâtiment d'entrainement, tourelle d'artillerie principale arrière, éléments de blindage de ceinture, canons de 152 mm sous casemates, ont été remis en place, et toutes les transformations portées aux autres unités de la classe, lors de la seconde modernisation, ont été effectuées. Toutefois sa vitesse maximale n'a finalement été que de 29,5 nœuds, mais lui permettant d'accompagner les porte-avions.

### Seconde Guerre mondiale

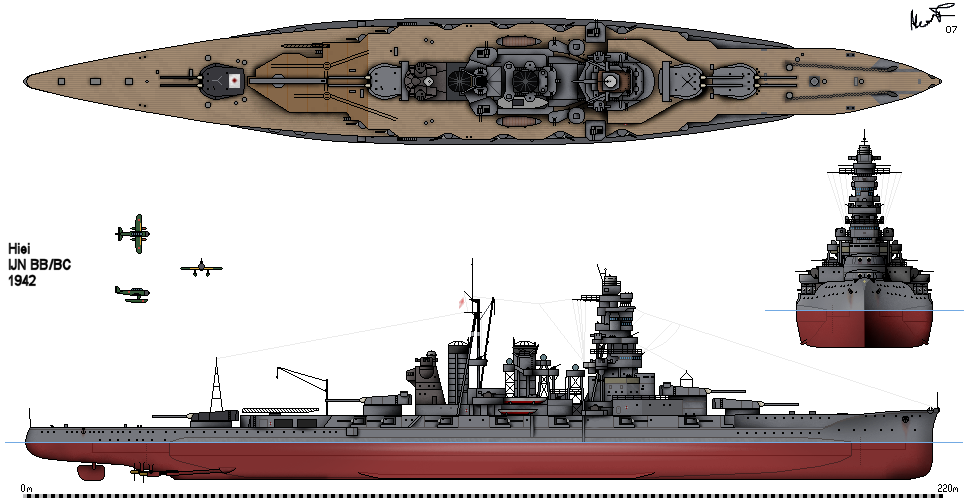
Profil du Hiei en 1942.

Durant le second conflit mondial, le Hiei fait partie de l'escorte navale de la flotte d'attaque de six porte-avions ayant bombardé Pearl Harbor. Ensuite le navire participe notamment à la bataille de Midway sous le commandement de l'amiral Nobutake Kondō avant de participer à la bataille des îles Santa Cruz et à la bataille des Salomon orientales afin d'escorter les porte-avions japonais.
À la bataille navale de Guadalcanal dans la nuit de 12 au 13 novembre, le Hiei est touché par de nombreux projectiles des croiseurs et destroyers de l'US Navy. Désemparé et se trainant à petite vitesse vers le nord-ouest, il fut attaqué à plusieurs reprises dans la journée du 13 novembre par des bombardiers-torpilleurs TBF Avenger d'Henderson Field, des TBF et des bombardiers en piqué SBD Dauntless du porte-avions USS Enterprise (qui avait quitté Nouméa le 11 novembre) et par des B-17 Flying Fortress de l'USAAF basés à Espiritu Santo, au Vanuatu. L'amiral Abe, qui avait été transféré à bord du Yukikaze à 8 h 15, ordonna au Kirishima de remorquer le Hiei, mais la tentative fut annulée du fait de la menace des sous-marins américains et de l'innavigabilité grandissante du cuirassé endommagé. Après de nouvelles attaques aériennes, le Hiei coula au nord-ouest de l'île de Savo, peut-être sabordé par son équipage, dans la soirée du 13 novembre.

## Épave
Le 26 février 2018, une équipe japonaise, travaillant pour l'association du souvenir Asie-Pacifique, dit avoir localisé l’épave du Hiei par 400 mètres de fond, à 11 km au nord de l'île de Guadalcanal.
Le 31 janvier 2019, des chercheurs américains, à bord du navire océanographique RV Petrel de Paul Allen, ont retrouvé et photographié l’épave du Hiei à 985 m de profondeur au Nord-Ouest de Guadalcanal.